# 20.ª etapa da Volta a Espanha de 2022
A 20.ª etapa da Volta a Espanha de 2022 teve lugar a 10 de setembro de 2022 entre Moralzarzal e Porto de Navacerrada sobre um percurso de 181 km. O vencedor foi o equatoriano Richard Carapaz do Ineos Grenadiers e o belga Remco Evenepoel conseguiu manter a liderança antes do último dia de competição.

## Classificação da etapa
| Moralzarzal - Puerto de Navacerrada | alta montanha | (181 km) |

| \| Classificação por etapas \| Classificação por etapas \| Classificação por etapas \| Classificação por etapas \| Classificação por etapas \| \| Ciclista \| Ciclista \| Equipe \| Tempo \| \| \| ------------------------ \| ------------------------ \| ---------------------------------- \| ------------------------ \| ------------------------ \| \| 1. \| Richard Carapaz \| Ineos Grenadiers \| 4h41m34s \| \| \| 2. \| Thymen Arensman \| Team DSM \| + 8s \| \| \| 3. \| Juan Ayuso \| UAE Team Emirates \| + 13s \| \| \| 4. \| Jai Hindley \| Bora-Hansgrohe \| + 13s \| \| \| 5. \| Enric Mas \| Movistar Team \| + 13s \| \| \| 6. \| Remco Evenepoel \| Quick-Step Alpha Vinyl \| + 15s \| \| \| 7. \| Louis Meintjes \| Intermarché-Wanty-Gobert Matériaux \| + 15s \| \| \| 8. \| Miguel Ángel López \| Astana Qazaqstan Team \| + 15s \| \| \| 9. \| João Almeida \| UAE Team Emirates \| + 17s \| \| \| 10. \| Sergio Higuita \| Bora-Hansgrohe \| + 32s \| \| |                    |                                    |          |
| |                    |                                    |          |
| Fonte: ProCyclingStats |                    |                                    |          |
| Classificação por etapas |                    |                                    |          |
| Ciclista | Ciclista           | Equipe                             | Tempo    |
| 1. | Richard Carapaz    | Ineos Grenadiers                   | 4h41m34s |
| 2. | Thymen Arensman    | Team DSM                           | + 8s     |
| 3. | Juan Ayuso         | UAE Team Emirates                  | + 13s    |
| 4. | Jai Hindley        | Bora-Hansgrohe                     | + 13s    |
| 5. | Enric Mas          | Movistar Team                      | + 13s    |
| 6. | Remco Evenepoel    | Quick-Step Alpha Vinyl             | + 15s    |
| 7. | Louis Meintjes     | Intermarché-Wanty-Gobert Matériaux | + 15s    |
| 8. | Miguel Ángel López | Astana Qazaqstan Team              | + 15s    |
| 9. | João Almeida       | UAE Team Emirates                  | + 17s    |
| 10. | Sergio Higuita     | Bora-Hansgrohe                     | + 32s    |

## Classificações ao final da etapa

### Classificação geral
| \| Classificação geral \| Classificação geral \| Classificação geral \| Classificação geral \| Classificação geral \| \| Ciclista \| Ciclista \| Equipe \| Tempo \| \| \| ------------------- \| ------------------- \| ---------------------- \| ------------------- \| ------------------- \| \| 1. \| Remco Evenepoel \| Quick-Step Alpha Vinyl \| 78h00m12s \| \| \| 2. \| Enric Mas \| Movistar Team \| + 2m05s \| \| \| 3. \| Juan Ayuso \| UAE Team Emirates \| + 5m08s \| \| \| 4. \| Miguel Ángel López \| Astana Qazaqstan Team \| + 5m56s \| \| \| 5. \| João Almeida \| UAE Team Emirates \| + 7m16s \| \| \| 6. \| Thymen Arensman \| Team DSM \| + 7m56s \| \| \| 7. \| Carlos Rodríguez \| Ineos Grenadiers \| + 7m57s \| \| \| 8. \| Ben O'Connor \| AG2R Citroën Team \| + 10m30s \| \| \| 9. \| Rigoberto Urán \| EF Education-EasyPost \| + 11m04s \| \| \| 10. \| Jai Hindley \| Bora-Hansgrohe \| + 12m01s \| \| |                    |                        |           |
| |                    |                        |           |
| Fonte: ProCyclingStats |                    |                        |           |
| Classificação geral |                    |                        |           |
| Ciclista | Ciclista           | Equipe                 | Tempo     |
| 1. | Remco Evenepoel    | Quick-Step Alpha Vinyl | 78h00m12s |
| 2. | Enric Mas          | Movistar Team          | + 2m05s   |
| 3. | Juan Ayuso         | UAE Team Emirates      | + 5m08s   |
| 4. | Miguel Ángel López | Astana Qazaqstan Team  | + 5m56s   |
| 5. | João Almeida       | UAE Team Emirates      | + 7m16s   |
| 6. | Thymen Arensman    | Team DSM               | + 7m56s   |
| 7. | Carlos Rodríguez   | Ineos Grenadiers       | + 7m57s   |
| 8. | Ben O'Connor       | AG2R Citroën Team      | + 10m30s  |
| 9. | Rigoberto Urán     | EF Education-EasyPost  | + 11m04s  |
| 10. | Jai Hindley        | Bora-Hansgrohe         | + 12m01s  |

### Classificação por pontos
| Classificação por pontos | Classificação por pontos | Classificação por pontos | Classificação por pontos | Classificação por pontos |
| Ciclista                 | Ciclista                 | Equipe                   | Pontos                   |                          |
| ------------------------ | ------------------------ | ------------------------ | ------------------------ | ------------------------ |
| 1.                       | Mads Pedersen            | Trek-Segafredo           | 379 pts                  |                          |
| 2.                       | Fred Wright              | Bahrain Victorious       | 174 pts                  |                          |
| 3.                       | Remco Evenepoel          | Quick-Step Alpha Vinyl   | 133 pts                  |                          |
| 4.                       | Marc Soler               | UAE Team Emirates        | 133 pts                  |                          |
| 5.                       | Enric Mas                | Movistar Team            | 118 pts                  |                          |
| 6.                       | Danny van Poppel         | Bora-Hansgrohe           | 92 pts                   |                          |
| 7.                       | Richard Carapaz          | Ineos Grenadiers         | 90 pts                   |                          |
| 8.                       | Pascal Ackermann         | UAE Team Emirates        | 86 pts                   |                          |
| 9.                       | Ander Okamika            | Burgos-BH                | 67 pts                   |                          |
| 10.                      | Juan Ayuso               | UAE Team Emirates        | 67 pts                   |                          |

### Classificação da montanha
| Classificação da montanha | Classificação da montanha | Classificação da montanha | Classificação da montanha | Classificação da montanha |
| Ciclista                  | Ciclista                  | Equipe                    | Pontos                    |                           |
| ------------------------- | ------------------------- | ------------------------- | ------------------------- | ------------------------- |
| 1.                        | Richard Carapaz           | Ineos Grenadiers          | 73 pts                    |                           |
| 2.                        | Robert Stannard           | Alpecin-Deceuninck        | 36 pts                    |                           |
| 3.                        | Enric Mas                 | Movistar Team             | 28 pts                    |                           |
| 4.                        | Thymen Arensman           | Team DSM                  | 23 pts                    |                           |
| 5.                        | Remco Evenepoel           | Quick-Step Alpha Vinyl    | 23 pts                    |                           |
| 6.                        | Marc Soler                | UAE Team Emirates         | 23 pts                    |                           |
| 7.                        | Sergio Higuita            | Bora-Hansgrohe            | 18 pts                    |                           |
| 8.                        | Miguel Ángel López        | Astana Qazaqstan Team     | 17 pts                    |                           |
| 9.                        | Jimmy Janssens            | Alpecin-Deceuninck        | 17 pts                    |                           |
| 10.                       | Rubén Fernández           | Cofidis                   | 15 pts                    |                           |

### Classificação dos jovens
| Classificação dos jovens | Classificação dos jovens | Classificação dos jovens | Classificação dos jovens | Classificação dos jovens |
| Ciclista                 | Ciclista                 | Equipe                   | Tempo                    |                          |
| ------------------------ | ------------------------ | ------------------------ | ------------------------ | ------------------------ |
| 1.                       | Remco Evenepoel          | Quick-Step Alpha Vinyl   | 78h00m12s                |                          |
| 2.                       | Juan Ayuso               | UAE Team Emirates        | + 5m08s                  |                          |
| 3.                       | João Almeida             | UAE Team Emirates        | + 7m16s                  |                          |
| 4.                       | Thymen Arensman          | Team DSM                 | + 7m56s                  |                          |
| 5.                       | Carlos Rodríguez         | Ineos Grenadiers         | + 7m57s                  |                          |
| 6.                       | Gino Mäder               | Bahrain Victorious       | + 51m53s                 |                          |
| 7.                       | Sergio Higuita           | Bora-Hansgrohe           | + 1h00m51s               |                          |
| 8.                       | José Félix Parra         | Equipo Kern Pharma       | + 1h04m50s               |                          |
| 9.                       | Clément Champoussin      | AG2R Citroën Team        | + 1h24m27s               |                          |
| 10.                      | Edoardo Zambanini        | Bahrain Victorious       | + 1h31m51s               |                          |

### Classificação por equipas
| Classificação por equipes | Classificação por equipes | Classificação por equipes | Classificação por equipes |
| Equipe                    | Equipe                    | Tempo                     |                           |
| ------------------------- | ------------------------- | ------------------------- | ------------------------- |
| 1.                        | UAE Team Emirates         | 233h16m44s                |                           |
| 2.                        | Ineos Grenadiers          | + 55m13s                  |                           |
| 3.                        | Movistar Team             | + 1h16m41s                |                           |
| 4.                        | Bahrain Victorious        | + 1h17m36s                |                           |
| 5.                        | Astana Qazaqstan Team     | + 1h33m56s                |                           |
| 6.                        | Bora-Hansgrohe            | + 1h37m58s                |                           |
| 7.                        | Jumbo-Visma               | + 2h11m40s                |                           |
| 8.                        | EF Education-EasyPost     | + 2h25m25s                |                           |
| 9.                        | Groupama-FDJ              | + 2h33m26s                |                           |
| 10.                       | Quick-Step Alpha Vinyl    | + 2h46m36s                |                           |

## Abandonos
Não teve nenhum.